# 로마 (기업)
로마(영어: Loma, Love myself[*])는 성중립적 디자인의 성인용품을 중심으로 섹슈얼 웰니스 제품군을 제조 및 판매하는 기업이다. 2018년 12월 11일에 대한민국에서 설립되었다. 
본사는  대한민국 서울특별시 강남구 학동로34길 16 5층에 있다.
로마의 미션은 '모두가 자신을 사랑하는 세상'('A world where everyone loves oneself')이다.

## 브랜드 미션
모두가 자신을 사랑하는 세상(영어: A world where everyone loves oneself)
Loma는 모두가 자신을 사랑하는 세상을 꿈꿉니다. Loma를 통해 나를 탐험하고, 알아가고, 사랑하세요. 나를 사랑하는 가장 솔직한 방법, 이젠 Loma하세요